# Ngoriakl
Ngoriakl war Ibedul (High Chief) von Koror von 1958 bis 1972.
Ngoriakl verstarb 1972. Er wurde am 30. September 1972 feierlich beigesetzt. Thomas Remengesau hielt die Trauerrede. Takeo Ishida, der Leiter der Japanese Graves Mission ehrte ihn posthum mit der Orden des Heiligen Schatzes (4. Klasse), welcher seiner Witwe im Oktober 1972 überreicht wurde.